# Jag vill ju va som du
Jag vill ju va som du eller Apans sång (Originaltitel: I Wanna Be Like You eller The Monkey Song) är en sång i Disneys tecknade film Djungelboken från 1967. Texten och musiken är av Robert och Richard Sherman och i filmen sjöngs sången av Louis Prima och i den svenska versionen av Leppe Sundewall. Den svenska texten är av Martin Söderhjelm.